# Rose Lamy
Pour les articles homonymes, voir Lamy.
Rose Lamy, née en 1984, est le nom de plume d'une militante française, féministe, communicante et autrice, connue pour son compte Instagram Préparez-vous pour la bagarre.

## Biographie
Rose Lamy est le nom de plume d'une féministe française née en Haute-Savoie, d'un père boulanger et d'une mère femme au foyer. Son père décède alors qu'elle a quatre ans, la laissant grandir avec sa mère seule et ses trois sœurs. Elle apprend à la quarantaine que son père était auteur de violences conjugales. Elle grandit à Bourges. Elle fait des études d'Histoire à Tours, où elle construit également sa conscience politique et féministe, en s'engageant notamment dans des syndicats. Elle interrompt ses études d'histoire et s'oriente vers un IUT en gestion d'action culturelle puis suit des formations en production musicale.
La découverte du corps sans vie de son oncle alors qu'elle a onze ans crée un traumatisme fondateur pour elle. Elle déclare être, du fait de cette expérience, plus sensible aux témoignages de victimes et de personnes ayant vécu des expériences traumatisantes (notamment l'impossibilité de s'exprimer immédiatement, ou le choc post-traumatique). Ce sont les affaires Bertrand Cantat, Dominique Strauss-Kahn, et Denis Baupin qui initient son engagement féministe. 
En 2003, lors de l'homicide de Marie Trintignant par Bertrand Cantat, elle fait des études d'histoire à l'université de Tours. Elle est frappée par le traitement médiatique lié à sa mort, elle ressent un décalage avec son entourage qui trouve sa réaction « trop féministe ». Elle crée à ce moment le pseudonyme « Rose Lamy ». 

## Compte instagramPréparez-vous pour la bagarre
En mars 2019, alors chargée de communication à la SNCF, elle crée un compte Instagram intitulé Préparez-vous pour la bagarre, où elle recense et décrypte le traitement sexiste des femmes et des violences sexistes et sexuelles dans les médias. Son travail sur ce compte cherche à démontrer le caractère systémique des minimisations des violences et des vices de langages sexistes, et non à dénoncer individuellement les auteurs des articles incriminés. La gestion de son compte Instagram lui permet également d'interroger le fonctionnement même des réseaux sociaux : en effet, le processus de modération d'Instagram la bloque régulièrement lorsque les mots « viol », « sexe » ou encore « homme » apparaissent sur ses publications. Après avoir été censurées pour avoir posé la question « Comment fait-on pour que les hommes arrêtent de violer ? », Rose Lamy et plusieurs autres féministes présentes sur la plateforme décident de saisir la défenseure des droits, au motif de discrimination,. Elles demandent non seulement la transparence sur les critères motivant une censure à deux vitesses d'Instagram (bloquant des hashtags féministes, mais laissant se multiplier des hashtags misogynes) ; mais elles souhaitent également une protection de leur action politique contre le cyberhacèlement. Cette même question « Comment fait-on pour que les hommes arrêtent de violer ? » lui vaut la suspension de son compte Twitter[réf. nécessaire].

## Carrière littéraire
En 2020, elle est contactée par une éditrice des éditions JC Lattès et en 2021, elle publie Préparez-vous pour la bagarre. Défaire le discours sexiste dans les médias,,.
En 2022, son second ouvrage Moi Aussi, Metoo, au-delà du hashtag, chez JC Lattès également, est un ouvrage collectif qu'elle dirige, afin de dresser le bilan des cinq années depuis l'émergence de ce mouvement social.
Elle publie en septembre 2023 l’ouvrage En bons pères de famille, où elle analyse la figure de l'homme ordinaire violent.
L'essayiste publie en avril 2025 son quatrième ouvrage, Ascendant beauf aux éditions du Seuil, dans lequel elle dénonce le mépris de classe et la stigmatisation de la culture populaire à partir de son expérience personnelle.

## Publications
- Défaire le discours sexiste dans les médias, JC Lattès, 2021 (ISBN 978-2-7096-6850-7).
- Moi aussi: MeToo, au-delà du hashtag, JC Lattès, 2022 (ISBN 978-2-7096-7120-0).

- En bons pères de famille, JC Lattès, 2023, 250 p. (ISBN 9782709672450).
- Ascendant beauf, Seuil, 2025 (ISBN 9782021596069)

## Podcast
Elle intervient dans le podcast « L'heure des prololottes » avec l'autrice et comédienne Laurène Marx depuis mars 2025 dans lequel elles critiquent des films français (Vingt Dieux, Les Valseuses, Emilia Pérez ...).